# Hemiloapis endyba
Hemiloapis endyba är en skalbaggsart som beskrevs av Maria Helena M. Galileo och Martins 2004. Hemiloapis endyba ingår i släktet Hemiloapis och familjen långhorningar. Inga underarter finns listade i Catalogue of Life.